# Poll tax
Pour les articles homonymes, voir Poll.
La poll tax (mot anglais signifiant « capitation »), officiellement appelée community charge, est un impôt locatif forfaitaire par tête, instauré au Royaume-Uni par le gouvernement de Margaret Thatcher en 1989. Entré en vigueur en 1990, il est jugé très inégalitaire par les couches les plus modestes de la population car, frappant les individus et non les foyers et ce sans distinction de revenu ou de capital, il était d'autant plus lourd pour les foyers les plus pauvres. Ce nouvel impôt provoqua des émeutes — « poll tax riots » — le 31 mars 1990 à Trafalgar Square. La poll tax fut l'une des causes de la chute de Margaret Thatcher en novembre 1990 : les membres de son gouvernement lui demandèrent de renoncer à cette mesure, mais elle se montra inflexible. La poll tax fut supprimée par John Major, le 21 mars 1991, et remplacée en 1993 par la council tax, un impôt plus progressif.

## Historique
Après un essai durant un an en Écosse, la poll tax est votée par la Chambre des communes. Chaque localité fixe, librement, le montant de l'impôt local annuel puis le divise en parts égales entre l'ensemble des adultes vivant sur son sol. C'est une capitation (ou « impôt par tête ») : le montant de l’impôt payé est indépendant de la composition du foyer, de son revenu, de son patrimoine, de sa situation sociale, ou de tout autre élément reflétant sa capacité contributive.
Cet impôt entre en vigueur le 1er avril 1990 malgré de violentes manifestations.
Début mars 1990, après que les différentes localités ont fixé le montant de cet impôt, les classes ouvrière et moyenne découvrent qu'elles paieront un impôt beaucoup plus important qu'avant. Spontanément, des rassemblements et manifestations ont lieu devant de nombreuses mairies. Le 8 mars, de grosses manifestations ont lieu à Rotherham, Durham, Ashington, Gateshead, Wallsend, et dans différents quartiers de Londres, Southwark, Hillingdon, Lambeth...

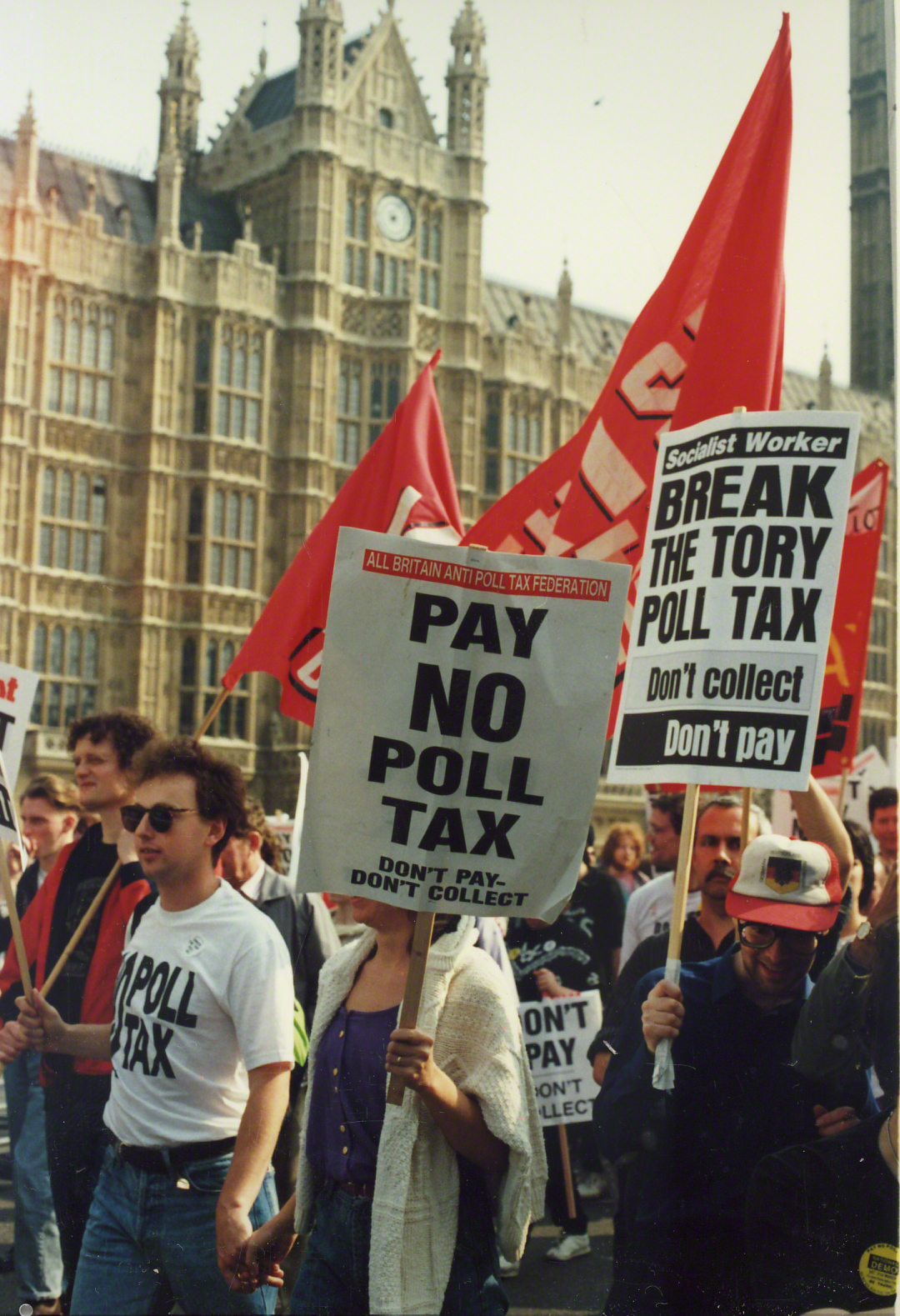
Manifestants défilant devant le palais de Westminster, à Londres, le 31 mars 1990.

Dans le quartier de Hackney, la manifestation tourne à l'émeute : la police et les magasins sont attaqués et vingt-huit d'entre eux sont pillés. D'autres émeutes éclatent les jours suivants à Brixton, Lambeth et Islington, où affrontements et saccages se succèdent.
Le gouvernement Thatcher se démène pour imposer coûte que coûte cette loi. Le 30 mars, la veille de l'entrée en vigueur de l'impôt, une grande manifestation est organisée à Trafalgar Square, en plein centre de Londres. Entre trente et deux cent mille manifestants s'y retrouvent, et c'est devant le 10 Downing Street que commence la première émeute du XXe siècle dans le centre-ville de Londres : quatre cents blessés, dont trois cents policiers sont enregistrés. En outre les magasins du centre de Londres sont pillés et les destructions sont nombreuses.
Instrumentalisant l'émeute contre les opposants de la poll tax, Margaret Thatcher appelle, par l'intermédiaire de Scotland Yard, la presse à la délation. Le Times et le Daily Express publient les photos d'émeutiers de Trafalgar Square. Malgré tous les efforts du gouvernement, la poll tax ne passe pas dans l'opinion publique.
Le 20 octobre 1990, une nouvelle manifestation réunit plusieurs milliers de personnes dans le quartier de Brixton. En fin d'après-midi, le cortège arrive aux portes de la prison de Brixton où sont incarcérés certains participants de l'émeute du mois de mars 1990. Une nouvelle fois, la manifestation dégénère : le quartier devient le lieu d'incendies et de pillages. Des affrontements entre manifestants et forces de l'ordre se soldent par cinquante-six blessés et cent cinq arrestations.
Le 22 novembre 1990, devant l'ampleur et la détermination de l'opposition à sa volonté d'imposer la capitation, Margaret Thatcher, lâchée par des Tories soucieux de leur réélection, démissionne. Le 21 mars 1991, face à la multiplication des boycotts, le gouvernement conservateur renonce à la poll tax. En remplacement, l'État augmente ses dotations aux municipalités, financées par une hausse de 2,5 points de TVA, puis met en place la council tax dont le montant dépendant de la valeur des biens immobiliers.

## Dans la culture populaire
- The Exploited, Don't pay the poll tax, chanson appelant à la désobéissance civile sur la poll tax sur l'album The Massacre.